# Cheers (série télévisée)
Pour les articles homonymes, voir Cheers.
Cheers est une série télévisée américaine en 269 épisodes de 23 minutes et un épisode de 90 minutes, créée par Les Charles, Glen Charles et James Burrows, et diffusée entre le 30 septembre 1982 et le 20 mai 1993 sur le réseau NBC.
En France, la série a été diffusée entre le 12 mai 2000 et le 15 mars 2002 sur Série Club, dans le cadre des Screenings. Elle reste inédite dans les autres pays francophones.

## Synopsis
Cette série raconte la vie d'un bar de Boston, le Cheers, tenu par Sam Malone.

## Distribution

### Principale
- Ted Danson (VF : Jean-Michel Dhermay) : Sam Malone. Ancien joueur de baseball américain, il est le tenancier du bar "Cheers". Proche de la quarantaine, il garde de ses années de joueur pro le goût du défi (il en lance et en reçoit régulièrement de ses clients habitués), de la séduction (il « tente sa chance » avec la quasi-totalité des clientes ayant entre 24 et 35 ans) et de l'entre-aide (la salle de billard et son bureau servent de « confessionnal »). Tout semble lui avoir réussi jusqu'ici: son bar est très réputé, les femmes sont vite fascinées par son charisme, les hommes prennent conseil auprès de lui et l'admirent. Il se retrouve cependant à présent face à son plus grand challenge: Diane Chambers. Leur relation de « je t'aime, moi non plus » s'avère vite fatigante, même pour cet ancien sportif de haut niveau: il fait des efforts considérables pour la séduire (ce qui jusque-là ne lui avait jamais été nécessaire avec aucune femme), essaie de se montrer moins superficiel, redouble d'inventivité dans ses  stratégies de drague et tente de comprendre ses goûts « d'intellectuelle ». Ainsi mis en difficulté, on découvre quelqu'un de sensible, seul (les habitués de « Cheers » semblent être sa relation la plus longue et sincère) et dont le seul but semble être de prouver que, malgré les années, il est resté le même « beau gosse », bien qu'un peu moins sportif.
- Shelley Long (VF : Martine Irzenski) : Diane Chambers (saisons 1 à 5 - invitée saison 11). Son premier passage au « Cheers » est dû au hasard: fraîchement fiancée, son conjoint l'invite à célébrer leur union autour d'un verre de champagne. Servis par Sam Malone, Diane fait d'emblée les présentations: elle est sophistiquée (bien qu'un brin snobe), a du succès dans ses relations et n'a encore jamais eu besoin de travailler. Cependant, à la suite d'une altercation avec son fiancé, elle se retrouve seule au « Cheers » auprès de Sam qui voit dans ce « moment de faiblesse » l'occasion de la séduire. Loin d'être naïve et, au contraire, très éloquente, elle repousse chacune de ses propositions d'une petite pique caustique, sauf lorsqu'il lui donne l'occasion de devenir serveuse. Voyant là l'occasion de côtoyer des gens très différents (de son milieu), Diane accepte immédiatement. Elle aura cependant la « lourde tâche » de travailler aux côtés de Carla, serveuse au « Cheers » depuis de longues années, à qui elle n'aura de cesse de devoir prouver qu'elle peut servir les clients avec autant de talent qu'elle. Au fil du temps, Diane s'attirera l'amour de Sam, l'amitié des habitués de Cheers et jusqu'à la reconnaissance de Carla.
- Nicholas Colasanto : Coach Ernie Pantusso (saisons 1 à 3). Serveur proche de la retraite, sa vie semble se limiter à son travail qu'il exécute sans réfléchir, ce qui donne souvent lieu à des quiproquos et des « conversations » totalement décalées. On sait peu de choses de lui, sauf qu'il a une fille de l'âge de Sam qu'il continue de chercher à protéger.
- George Wendt : Norm Peterson. Inconditionnel du « Cheers », il passe ses fins d'après-midi et ses soirées une chope de bière à la main, toujours assis au même endroit et sur le même tabouret. Il a un goût prononcé pour le jeu (son ardoise croît chaque soir), la bière (il ne boit jamais rien d'autre) et, en fin observateur des activités du bar, on lui demande régulièrement conseil. Après la perte de son emploi et son divorce, les habitués du bar lui viendront en aide en lui proposant des petits travaux manuels à réaliser chez eux. On découvrira ainsi quelques-uns de ses talents et qu'il est capable d'être ailleurs qu'au bar à boire des bières.
- John Ratzenberger (VF : Gérard Berner) : Cliff Clavin. Postier, il distribue le courrier avec enthousiasme et la grande régularité imposée par le métier. Il se rend tous les soirs au « Cheers », boit quelques bières avec ses meilleurs amis (Norm et Sam), et rentre à une heure raisonnable chez sa mère avec laquelle il habite. Proche de la quarantaine, un peu lourdau et très maladroit avec les femmes, il tente régulièrement sa chance auprès de Carla qui prend toujours un malin plaisir à lui rappeler à quel point elle le déteste et le trouve repoussant. Cliff ne voit là qu'une technique de flirt qui l'incite à chaque fois à « revenir à la charge ».
- Rhea Perlman (VF : Sophie Deschamps) : Carla Tortelli. Serveuse au « Cheers » depuis de nombreuses années, elle est devenue une des meilleures (et seules) amies de Sam. Divorcée d'un alcoolique, elle élève seule ses trois enfants qui lui en font voir de toutes les couleurs. C'est souvent sur Diane et les clients qu'elle "passe ses nerfs", par le biais de petites phrases sarcastiques pour la première, en refusant de prendre ou de servir la bonne commande pour les autres. Heureusement, Sam est toujours là pour lui remonter le moral (il utilise généralement la salle de billard comme confessionnal).
- Kelsey Grammer : Frasier Crane (saisons 3 à 11). Psychanalyste, il tombe rapidement amoureux de Diane Chambers avec laquelle il se trouve de nombreux points communs, notamment le goût des choses raffinées telles que le théâtre, la musique classique et la lecture. Cette attirance n'étant pas réciproque, chacune de ses approches tombent à plat et le laissent dans une grande frustration. Il fera alors la connaissance de Lilith, qu'il épousera en désespoir de cause. Sa personnalité nous sera un peu plus dévoilée dans la suite de ses aventures (cf: la série "Frasier")
- Woody Harrelson (VF : Philippe Bellay) : Woody Boyd (saisons 4 à 11). Il remplace "Coach" au bar, dont il est la version plus jeune (il n'a que vingt-cinq ans). Il est lui aussi très naïf, exécute son travail sans aucune réflexion (il peine d'ailleurs parfois à comprendre la commande) et considère rapidement Sam et les habitués du bar comme ses meilleurs amis. Plutôt sportif (il joue entre autres au baseball) et très mignon, il entre régulièrement "en compétition" avec Sam pour savoir lequel des deux a le plus de succès. Mais au contraire de Sam, Woody ne court pas les femmes (il ne comprend d'ailleurs pas toujours quand on cherche à flirter avec lui) et tient à rester fidèle à sa petite-amie.
- Kirstie Alley : Rebecca Howe (saisons 6 à 11). À la suite des départs de Diane (partie vers une nouvelle vie) et de Sam (en congé prolongé), elle reprend la gestion du bar. Très professionnelle et ambitieuse, le retour de Sam au bout de quelques mois au "Cheers" ne modifie en rien ses projets: le bar a besoin de renouveler son personnel et son décor et personne ne l'empêchera de faire son travail comme elle l'entend. Les clients habitués et Sam lui feront cependant rapidement comprendre que le « Cheers » a déjà une longue histoire et qu'elle gagnerait à être un peu plus flexible. Tenant à bien faire son métier, elle accepte donc de suivre les conseils de Sam, et le reprend comme employé. La seule chose à laquelle elle refuse de céder sont les avances désormais habituelles de Sam dont le charme ne semble pas fonctionner sur elle.

### Récurrente
- Bebe Neuwirth : Lilith Sternin Crane. Épouse de Frasier Crane, elle est d'apparence plutôt froide: cheveux attachés en chignon tirés à l'extrême, démarche très droite, visage sérieux (on ne la voit esquisser un sourire que lorsqu'elle lance une remarque sarcastique à son mari) et pâle, vêtements stricts. On ne doit ses brefs passages au « Cheers » qu'à Frasier Crane qui s'y rend régulièrement pour décompresser du travail et oublier l'extrême rigidité de Lilith, qu'il voudrait un peu plus semblable à Diane. Si elle exprime rarement ses émotions, on sait cependant qu'elle aime vraiment Frasier, leur fils (qui parviendra à éveiller ses quelques instincts de mère) et qu'elle tient à son mariage (elle fait régulièrement des efforts presque surhumains pour extérioriser ses émotions). De nature très introvertie, l'essentiel de sa personnalité nous est dévoilée à travers Frasier, qui confesse à Sam ses déboires de psychanalyste à comprendre sa propre femme. On apprendra à mieux la connaitre au fil du temps, lorsque ses présences chez « Cheers » se feront un peu plus fréquentes et qu'elle en deviendra elle aussi presque une habituée. Comme Frasier, sa personnalité nous sera un peu plus dévoilée par la suite (cf : la série « Frasier »)

- Tom Skerritt : Evan Drake
- Paul Willson : Paul Krapence

 Source et légende : version française (VF) sur RS Doublage

## Commentaires
La quasi-totalité de la série se déroule dans le même décor : le bar Cheers.
La série a donné naissance à une série dérivée (spin-off), Frasier, relatant la vie d'un client du bar, Frasier Crane.
Avec 84,4 millions de téléspectateurs devant leur écran le 20 mai 1993 sur le réseau NBC, l'épisode final est le deuxième Series Finale (c'est-à-dire le dernier épisode) le plus vu de tous les temps aux États-Unis.
Judith Barsi fait une apparition dans l'épisode Barman remplaçant.

## Récompenses
La série décroche un très grand nombre de récompenses et de nominations depuis son lancement,:
- Emmy Award 1983 : meilleure série comique
- Emmy Award 1983 : meilleure actrice pour Shelley Long
- Emmy Award 1984 : meilleure série comique
- Emmy Award 1984 : meilleure actrice de second rôle pour Rhea Perlman
- Emmy Award 1985 : meilleure actrice de second rôle pour Rhea Perlman
- Emmy Award 1986 : meilleure actrice de second rôle pour Rhea Perlman
- Emmy Award 1989 : meilleure série comique
- Emmy Award 1989 : meilleur acteur de second rôle pour Woody Harrelson
- Emmy Award 1989 : meilleure actrice de second rôle pour Rhea Perlman
- Emmy Award 1990 : meilleur acteur pour Ted Danson
- Emmy Award 1990 : meilleure actrice de second rôle pour Bebe Neuwirth
- Emmy Award 1991 : meilleure série comique
- Emmy Award 1991 : meilleure actrice pour Kirstie Alley
- Emmy Award 1993 : meilleur acteur pour Ted Danson
- Emmy Award 1993 : meilleure actrice de second rôle pour Bebe Neuwirth
- Golden Globe Award 1983 : meilleure actrice de second rôle pour Shelley Long
- Golden Globe Award 1985 : meilleure actrice pour Shelley Long
- Golden Globe Award 1990 : meilleur acteur pour Ted Danson
- Golden Globe Award 1991 : meilleure série comique
- Golden Globe Award 1991 : meilleur acteur pour Ted Danson
- Golden Globe Award 1991 : meilleure actrice pour Kirstie Alley